# It’s Easy to Say
It’s Easy to Say ist ein von Henry Mancini und Robert Wells für den Film Zehn – Die Traumfrau (1979) geschriebener und von Dudley Moore und Julie Andrews im Duett interpretierter Filmsong. Das Lied wurde 1980 für den Oscar für Filmsongs nominiert.

## Veröffentlichungen
Im Film singen die beiden Hauptdarsteller das Lied gemeinsam. Er begleitet dabei am Klavier. Es wird dargestellt als ein neues Werk des von Dudley Moore gespielten Komponisten.
Der offizielle Soundtrack umfasst drei Versionen von It’s Easy to Say. Auf der A-Seite eine Version mit Chor, und auf der B-Seite das Duett von Andrews und Moore, sowie eine von Moore am Piano gespielte Instrumental-Version.
Auf der 1980 veröffentlichten Single findet sich Ravels Boléro auf der B-Seite.
Mancini nahm das Lied in sein 1984 veröffentlichtes Album Mancini Plays Mancini, das ebenfalls veröffentlichte Moods & Melodies und sein 1989 veröffentlichtes Album Romantic Piano & Orchestra auf.

## Rezeption
Christopher Bray in der New Republic schätzte It’s Easy to Say als Mancinis letztes großes melodisches Werk an.
Nach Ansicht von John Caps behandelte Mancini mit dem Lied das Leiden, den Verlust, und die Angst des Lebens neu. Diesmal aber mit dem im Laufe des Lebens erlangtem Vertrauen, dass man gemeinsam dies durchmache und jeder selbst damit Frieden mache.

## Auszeichnungen
- Oscars 1980: Nominierung von Henri Mancini und Robert Wells für den besten Filmsong.[8]